# Henry Warren Ogden

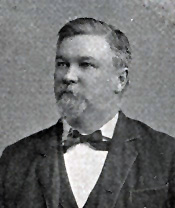
Henry Warren Ogden

Henry Warren Ogden (* 21. Oktober 1842 in Abingdon, Virginia; † 23. Juli 1905 in Benton, Louisiana) war ein US-amerikanischer Politiker. Zwischen 1894 und 1899 vertrat er den Bundesstaat Louisiana im US-Repräsentantenhaus.

## Werdegang
Im Jahr 1851 zog Henry Ogden mit seinen Eltern nach Warrensburg in Missouri. Dort besuchte er die öffentlichen Schulen. Während des Bürgerkrieges war er Oberleutnant im Heer der Konföderierten Staaten. Nach dem Krieg ließ er sich in Louisiana nieder, wo er in der Landwirtschaft tätig wurde.
Politisch wurde Ogden Mitglied der Demokratischen Partei. Im Jahr 1879 war er Delegierter auf einer Versammlung zur Überarbeitung der Staatsverfassung von Louisiana. Zwischen 1880 und 1888 saß Ogden als Abgeordneter im Repräsentantenhaus von Louisiana, dessen Speaker er seit 1884 war. Nach dem Rücktritt des Abgeordneten Newton C. Blanchard wurde er bei der fälligen Nachwahl für den vierten Sitz von Louisiana als dessen Nachfolger in das US-Repräsentantenhaus in Washington, D.C. gewählt, wo er am 12. Mai 1894 sein neues Mandat antrat. Nach zwei Wiederwahlen konnte er bis zum 3. März 1899 im Kongress verbleiben. In diese Zeit fiel der Spanisch-Amerikanische Krieg von 1898.
Nach dem Ende seiner Zeit im US-Repräsentantenhaus arbeitete Henry Ogden wieder in der Landwirtschaft. Er starb am 23. Juli 1905 in Benton.